# Épsilon2 Arae
Épsilon2 Arae (ε2 Arae) es un sistema binario en la constelación de Ara —el altar— de magnitud aparente +5,29.
Aunque comparte la denominación de Bayer «Épsilon» con ε1 Arae, las dos estrellas no están relacionadas entre sí.
Épsilon2 Arae está a 86 años luz del sistema solar, mientras que ε1 Arae está 3,5 veces más alejada.
La componente principal del sistema, HD 153580 (HR 6314 / HIP 83431), es una estrella de la secuencia principal blanco-amarilla de tipo espectral F5V cuya temperatura superficial es de 6516 K.
Gira sobre sí misma con una velocidad de rotación proyectada de 45,4 km/s, unas 20 veces más deprisa que el Sol.
Tiene una masa de 1,44 masas solares y su metalicidad es superior a la del Sol, siendo su abundancia relativa de hierro un 41% mayor que la de nuestra estrella.
Acompaña a la estrella blanco-amarilla una enana blanca de magnitud +13,47, denominada GJ 2125 (WD 1659-531 / BPM 24602).
Su temperatura es de 14.510 ± 250 K y su masa actual equivale a 2/3 de la masa solar.
Nació hace 2500 ± 340 millones de años como una estrella de 1,58 masas solares y, tras permanecer en la secuencia principal 2270 millones de años, se convirtió en una enana blanca.
Eso sucedió hace 240 millones de años y desde entonces se está enfriando lentamente.